# Deep Blue Sea
Deep Blue Sea és una pel·lícula estatunidenca dirigida per Renny Harlin, estrenada el 1999 i protagonitzada per Saffron Burrows, Thomas Jane, Aida Turturro i Jacqueline MacKenzie. Ha estat doblada al català.

## Argument
Una científica anomenada Susan McAllester cerca la cura per a la malaltia d'Alzhèimer tot experimentant amb tres taurons en una plataforma que es diu Aquàtica, que hi té un equip de treball. Quan un home anomenat Russell Franklin finança el necessari per a l'experiment, comença l'aventura. Després d'experimentar amb un tauró al laboratori, comproven una teoria per a la cura d'Alzhèimer, que consisteix a extreure del cervell del tauró un complex proteínic, capaç de reactivar les neurones del cervell. Davant l'error d'un dels membres de l'equip, l'animal aixeca el cap i li mossega un braç. En intentar Carter Blake disparar el tauró, la doctora McAllester pressiona un botó que allibera el tauró al mar, mutat, amb un cervell més gros, més intel·ligent. Segons explica posteriorment, s'han tornat intel·ligents a causa de l'augment de mida de llurs cervells.
Intentant traslladar en mig d'una tempesta l'home ferit, el pugen en un helicòpter, però cau a l'aigua, ja que el mecanisme d'ascensió del cable de l'helicòpter s'avaria. Un dels taurons mossega la llitera encara subjectada al cable, arrossegant el ferit, juntament amb l'helicòpter, fent-lo col·lidir contra la part superior del complex, que esclata. El tauró, entrenat, empeny la llitera cap al vidre de la part inferior del complex, que es trenca i comença a inundar i enfonsar les instal·lacions.
Els supervivents hauran de sortir de la plataforma i tractar d'escapar dels taurons que aguaiten abans que sigui massa tard. Els tres subjectes del laboratori (tres taurons makos, dos mascles d'uns 7 o 8 metres i una femella de 14 metres) no posaran les coses gaire fàcils als membres del laboratori que, un a un, aniran sent l'aliment dels taurons. A mesura que s'esforcen per sortir-ne, cadascun haurà d'anar matant els taurons d'una manera diferent per no morir menjat: el primer és matat pel cuiner de la plataforma (que a més a més és predicador), que fa esclatar el forn de la seva cuina, i crema el tauró. El segon el mata la mateixa doctora McAllester en pujar a la seva habitació per tractar de recuperar els antecedents de la seva investigació, i es veu obligada a electrocutar-lo amb un cable d'una bombeta. El tercer és assassinat al final, el pla era matar-lo disparant-li un arpó, el cable del qual estava connectat per un extrem a la terminal negativa d'una bateria elèctrica, de mode que esclatés en connectar l'extrem lliure del cable a la terminal positiva de la bateria, però el tauró és massa lluny com per apuntar-lo, així que la doctora s'ofereix com a ham per apropar-hi el tauró: Carter, en adonar-se'n, intenta d'aturar-la, però hi arriba tard i no pot disparar el tauró. Aconsegueixen matar els tres esquals quan només en quedin dos, de supervivents.

## Repartiment
- Thomas Jane: Carter Blake
- Michael Rapaport: Tom Scoggins
- Stellan Skarsgård: Jim Whitlock
- LL Cool J: Sherman "Preacher" Dudley
- Samuel L. Jackson: Russell Franklin
- Saffron Burrows: Susan McAlester
- Jacqueline McKenzie: Janice "Jan" Higgins
- Aida Turturro: Brenda Kerns